# Goodeniàcies
Goodeniaceae és una família de plantes amb flor de l'ordre de les asterals.

## Característiques
Generalment són arbusts que es troben a les zones àrides i semiàrides. N'hi ha 404 espècies.

## Gèneres
- Anthotium R.Br.
- Brunonia Sm.
- Coopernookia Carolin
- Dampiera R.Br.
- Diaspasis R.Br.
- Goodenia Sm.
- Lechenaultia R.Br. (syn. Leschenaultia DC.)
- Pentaptilon E.Pritz.
- Scaevola L.
- Selliera Cav.
- Velleia Sm.
- Verreauxia Benth.